# 三和住宅
株式会社三和住宅（さんわじゅうたく）は、栃木県那須塩原市に本社を置く不動産会社。
「総合不動産業」を標榜し、那須塩原市を中心とする栃木県北地域及び同県宇都宮市近郊において、住居・非住居の不動産賃貸管理・仲介、売買仲介、不動産活用企画や相続コンサルティングなどの業務を行う。

2017年3月末現在、栃木県北・県央エリアにおいて8,054戸の賃貸住宅管理を受託あるいはサブリースする。これは栃木県に本社を有する企業としては、県内1位にランキングされている。

## 沿革[3]
- 1977年（昭和52年）- 三和住宅有限会社を設立
- 1984年（昭和59年）- 大田原店開設
- 1985年（昭和60年）- 矢板店開設
- 1989年（平成元年）- 株式会社に改組。名称を株式会社三和住宅とする
- 1990年（平成2年）- 賃貸管理業の業務体制整備と受託営業を本格化
- 1994年（平成6年）- 賃貸住宅のマンスリー賃貸事業を開始
- 1995年（平成7年）- 那須塩原店（現：那須塩原駅前店）開設
- 1996年（平成8年）- 家庭用浄水器のリース事業を開始
- 1999年（平成11年）- 事業用地のサブリース賃貸事業を開始
- 2000年（平成12年）
  - アパマンショップネットワーク加盟
  - 屋外レンタル収納スペースの賃貸事業を開始
- 2001年（平成13年）- 資本金を3,000万円に増資
- 2002年（平成14年）- 西那須野店を独立移転
- 2003年（平成15年）- 賃貸物件管理戸数が5,000戸を突破
- 2008年（平成20年）- 那須塩原市西大和地区市街地再開発事業に参画
- 2009年（平成22年）
  - 菊地信之が取締役社長に就任
  - 渡辺邦男が代表取締役会長に就任
  - さくら店開設
- 2012年（平成24年）- テクノポリス店（現：ゆいの杜店）開設
- 2013年（平成25年）- 宇都宮東店開設
- 2015年（平成27年）- 栃木相続サポートセンター三和を開設、相続コンサル事業を開始